# 爺亨溫泉
爺亨溫泉位於臺灣桃園市復興區三光里，又稱巴陵溫泉，主要分布於爺亨部落的大漢溪河谷中，出露高程海拔高程約260公尺。

## 地質
出露岩性漸新世-中新世，澳底層，砂岩、頁岩及煤質頁岩 。依地質分類，屬於雪山山脈帶的變質岩溫泉。

## 泉質
爺亨溫泉水色清澈，可浴可飲，溫度約55-65℃，酸鹼值約pH8.1，含碳酸氫根離子約936ppm，鈉離子約362ppm，屬於中性碳酸氫鈉泉。

## 歷史
爺亨溫泉舊稱古溫泉，於台灣日治時期被發現，是該時期大溪郡藩地主要的五個溫泉之一，於1997年重新被發現。

## 溫泉現況
巴陵攔砂壩興建爺亨溫泉出露位置被砂石掩沒，今巴陵壩雖已拆除使得溪床下降，但至2011年露頭依然不見蹤影淹沒在河床中。

## 外部連結
- 爺亨溫泉 玩全台灣 （页面存档备份，存于）